# 托比亚斯·弗兰茨曼
托比亚斯·弗兰茨曼（德語：Tobias Franzmann，1990年12月8日—），德国男子赛艇运动员。他曾代表德国参加世界赛艇锦标赛，获得二枚金牌。他也曾参加2016年夏季奥林匹克运动会。